# Metzengerstein
Metzengerstein is een hoorspel naar het verhaal Metzengerstein: A Tale In Imitation of the German (1832) van de Amerikaanse schrijver Edgar Allan Poe. De KRO zond het uit op vrijdag 9 januari 1987. De regisseur was Johan Dronkers. Het hoorspel duurde 25 minuten.
Het verhaal is ook verfilmd in de anthologiefilm Histoires Extraordinaires uit 1968.

## Rolbezetting
- Jules Croiset (verteller)

## Inhoud
Het verhaal speelt zich af in Hongarije, tussen twee rivaliserende families: de Metzengersteins en de Berlifitzings. De jonge Friedrich, Baron van Metzengerstein, erft het familiefortuin op zijn achttiende en begint een zeer wreedaardig gedrag ten toon te spreiden. Een paar dagen nadat hij zijn erfenis in ontvangst heeft genomen, vatten de stallen van de Berlifitzings vuur. Daarbij wordt de patriarch van de familie gedood. De mogelijkheid bestaat dat Metzengerstein zelf achter de brandstichting zit. Die dag zit hij naar een oud wandtapijt te staren waarop te zien is hoe een Metzengerstein een Berlifitzing doodt die voor de benen van zijn paard ligt. Hij denkt dat hij het paard ziet bewegen en dat het “een menselijke en gespannen uitdrukking" heeft aangenomen. Een paar minuten later wordt hem verteld dat een nieuw, merkwaardig en groot paard in zijn stallen is aangetroffen, met het brandmerk WVB, maar niemand van de Berlifitzing-stallen herkent het. Het paard vertoont “"wrede en demonische" eigenschappen. Het paard zorgt ervoor dat Metzengerstein zich langzamerhand van de wereld begint te vervreemden. Hij lijkt alleen nog oog te hebben voor zijn paard en niet voor andere sociale betrekkingen. Dit zorgt ervoor dat Metzengerstein op den duur geen steun meer krijgt van andere machtige families waardoor Berlifitzing dit keer aan de winnende hand is. Ze steken het kasteel van de baron in brand en terwijl de hofhouding vlucht, rent het paard met de jonge baron op zijn rug het brandende kasteel in tot het kasteel in elkaar stort en van zowel het paard als de jonge baron niets meer over blijft.